# 曼简螳属
曼简螳属（学名：Majanga）为曼简螳科的一个属。

## 下属物种
本属包括以下物种：
- 基曼简螳 Majanga basilaris Westwood, 1889
- 多刺曼简螳 Majanga spinosa Giglio-Tos, 1915
- 三色曼简螳 Majanga tricolor Saussure & Zehntner, 1895